# Carlos Frenk
Carlos Silvestre Frenk (27 de outubro de 1951) é um cosmologista mexicano-britânico.
Recebeu a Medalha de Ouro da Royal Astronomical Society de 2014.